# Houillères de Blanzy

Localisation des gisements sur la carte des bassins houillers français, en bleu, le gisement principal et historique de la région de Blanzy.

Les houillères de Blanzy sont à la fois les mines historiques de la région de Blanzy et une division de Charbonnages de France créée lors de la nationalisation, en 1946. Celle-ci regroupe alors trois bassins miniers exploités en Bourgogne, mais sans lien géologique entre eux : Blanzy-Montceau-les-Mines-Le Creusot (Saône-et-Loire), Épinac (Saône-et-Loire) et Decize-La Machine (Nièvre).
Exploitées dès le Moyen Âge, mais de façon industrielle à partir du XIXe siècle et ce jusqu'en 1992 pour la mine souterraine et 2000 pour l'extraction à ciel ouvert, les houillères permettent l'essor de l'industrie sidérurgique et mécanique dans la région (notamment Schneider et Cie).

## Situation
- Concessions
- Indices de houille
- Limites de concessions
- Limites départementales

Les bassins de Blanzy et Épinac sont situés dans le nord-ouest de la Saône-et-Loire et celui de Decize, dans le sud de la Nièvre. Ils se trouvent donc dans la partie méridionale de la Bourgogne et du Grand Est français.
Six autres gisements sont situés dans la zone d'action des Houillères de Blanzy mais ne sont pas exploités par celles-ci :
- Le bassin houiller stéphanien sous-vosgien, situé à l'est de la Haute-Saône, est exploité par les houillères de Ronchamp dès le milieu du XVIIIe siècle. Ce bassin étant trop éloigné de Blanzy, il est confié à Électricité de France jusqu'à la fermeture en 1958.
- Le bassin houiller keupérien de Haute-Saône, situé au sud du précédent est exploité de façon artisanale dès la fin du XVIe siècle, les derniers travaux ferment quelques années avant la nationalisation.
- Le bassin houiller de Sincey exploité de 1835 à 1908 dans l'ouest de la Côte-d'Or (notamment le puits Soyez de Sincey).
- Le bassin houiller de La Chapelle-sous-Dun exploité de 1774 à 1960, tout au sud de la Bourgogne.
- Le bassin houiller du Jura faillit être exploité par les Houillères de Blanzy qui y ont réalisé des recherches dès 1949. Le projet d'exploitation fait débat dans les années 1950, ce dernier est finalement abandonné en raison de la conjoncture économique, mais le gisement est conservé comme réserve potentielle.
- Le bassin houiller du Sud Nivernais est découvert dans les années 2000, le projet d’exploitation n'aboutit pas en raison d'une forte opposition.

Les gisements houillers les plus proches sont les bassins houillers d'Auvergne et le bassin houiller de la Loire situés au sud.

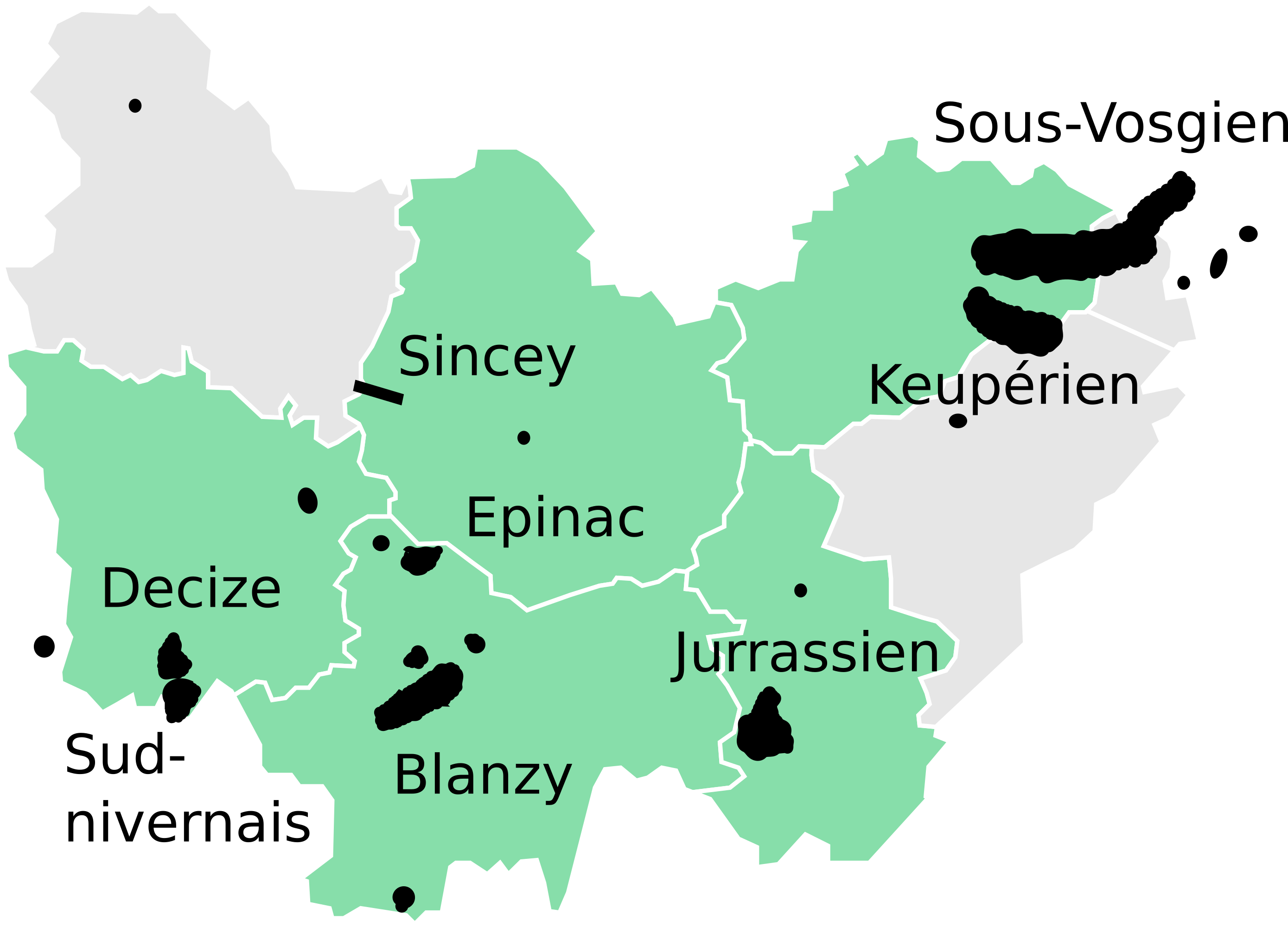

.

## Bassin houiller de Blanzy

Étendue du bassin houiller dans le département de Saône-et-Loire.

### Géologie
Le gisement possède des similitudes avec ceux des bassins houillers des Vosges et du Jura qui seraient son prolongement, il s'est formé au Stéphanien (entre −307 et −299 millions d'années, Carbonifère supérieur) dans un fossé du terrain granitique qui a permis l'accumulation de débris végétaux, recouvert par des sédiments du Permien. Les couches sont fortement faillées, elles suivent une orientation nord-est – sud-ouest.

### Histoire
L'exploitation du charbon remonte au moins au début du XVIe siècle. Le 7 octobre 1761, François de la Chaise entre en possession des droits d'exploiter le charbon sur la baronnie de Montcenis. Il effectue le 29 mars 1769, une demande d'exclusivité sur l'exploitation de ce charbon, exclusivité qui lui est accordée. Cette “concession” est confirmée par lettre patente du roi le 5 janvier 1771.
Le 5 août 1776, la “concession” est cédée à Roettier de la Tour puis successivement le 20 octobre 1777, à la société Desgrange, Happey, Joly et Cie et le 17 juin 1779 à Renard et Cie.
Un arrêt du Conseil du roi du 15 mai 1782 oblige François de la Chaise à reprendre sa “concession” et un nouvel arrêt lui concède à partir du 1er janvier 1782 pour 88 ans. Un accord est signé entre François de la Chaise, le représentant des forges et hauts fourneaux du Creusot (au nom du roi) et Ignace de Wendel. Le 8 janvier 1784, François de la Chaise abandonne tous ses droits à Ignace de Wendel, puis le 18 mai 1786, au profit du roi et divers (dont de Ignace de Wendel) ils sont réunis sous la raison sociale “Bettinger, Perrier et Cie”.
À la suite de la loi de 1791 sur les mines, MM. de Pourtalès, Perret et Desplace se mettent à exploiter un gîte situé sous un domaine loué. Après de nombreux procès, un arrangement intervient le 5 germinal an II (25 mars 1795) entre la société des établissements du Creusot et la société Pourtalès, Perret, Desplaces et Cie...
Un jugement du tribunal civil de la Seine du 8 août 1818 adjuge à Jean François Chagot, l'un des plus gros actionnaires du Creusot, l'ensemble des propriétés des sociétés de Creusot et de Blanzy, mais les usines et mines du Creusot sont revendues le 12 janvier 1826 à deux industriels anglais, Manby et Wilson.
Par l'ordonnance royale du 12 février 1832, la concession de Blanzy est créée et définitivement délimitée par partage de l'ancienne concession du Creusot et de Blanzy. D'autres concessions seront rachetées par Blanzy entre 1841 et 1851 : au nord, les concessions de Crépins, des Perrins et du Ragny et au sud les concessions des Badeaux, des Porrots et de la Theurée-Maillot ainsi que la concession de St Bérain et St Léger rachetée en 1844. Mais en fait sur les 20 081 ha concédés seuls, 4 754 sont estimés utiles en 1900.
En avril 1833, une société est créée entre Jules Chagot, Eugène de Bassano et Perret frère qui devient en 1838 “Compagnie des Mines de Houille de Blanzy, Jules Chagot, Perret-Morin et Cie” puis en 1856, à la suite du retrait de Perret-Morin, “Compagnie des Mines de Houille de Blanzy, Jules Chagot et Cie”. Jules Chagot décède en 1877. Son neveu Léonce Chagot lui succédera puis, en 1893, Lionel de Gournay.
La société est transformée de société en commandite en société anonyme : "SA des Houillères de Blanzy" en juin 1900.
Le décret no 46-1570 du 28 juin 1946, créant les Houillères du bassin de Blanzy, prévoit le transfert des biens de la société des mines de Blanzy et de la  société des houillères et du chemin de fer d’Épinac ainsi que celui des houillères des Fauches appartenant à la Cie des hauts fourneaux de Chasse.
En 1949, les houillères lancent une série de prospections 1949 dans le bassin houiller du Jura qu'elles voient comme un relais pour leur bassin qui arrive alors à épuisement.
L'arrêt de la dernière taille (puits Darcy)  en 1992 marque la fin de l'exploitation au fond. En 1995, sur la commune de Sanvignes-les-Mines, débutent les travaux de la mine à ciel ouvert de St Amédée, une réserve de 1,6 Mt qui succède à celle des Fouthiaux, active entre novembre 1981 et avril 1996.

### Liste des puits
Voici la liste des puits du bassin minier classés par concession :
Concession de Montceau-les-Mines
- Puits des Alouettes
- Puits Barrat no 1 et no 2
- Puits du Bois du Verne no 1 et no 2
- Puits de la Centrale
- Puits Darcy no 1 et no 2
- Puits Jules-Chagot
- Puits Lucy no 3 et no 4
- Puits de Magny no 1 et no 2
- Puits Maugrand no 1 et no 2
- Puits de la Pelouse
- Puits Plichon
- Puits Ravez (ou Sainte Marie) no 1 et no 2
- Puits Rozelay no 1 et no 2
- Puits Saint-François
- Puits Saint-Louis
- Puits Saint-Pierre
- Puits Sainte-Barbe
- Puits Sainte-Elisabeth no 1, no 2 et no 3
- Puits Sainte-Eugenie (ou Cinq Sous)
- Puits Sainte-Hélène
- Puits Sainte-Marguerite
- Puits Vieille Pompe

Les puits de la concession de Montceau-les-Mines.
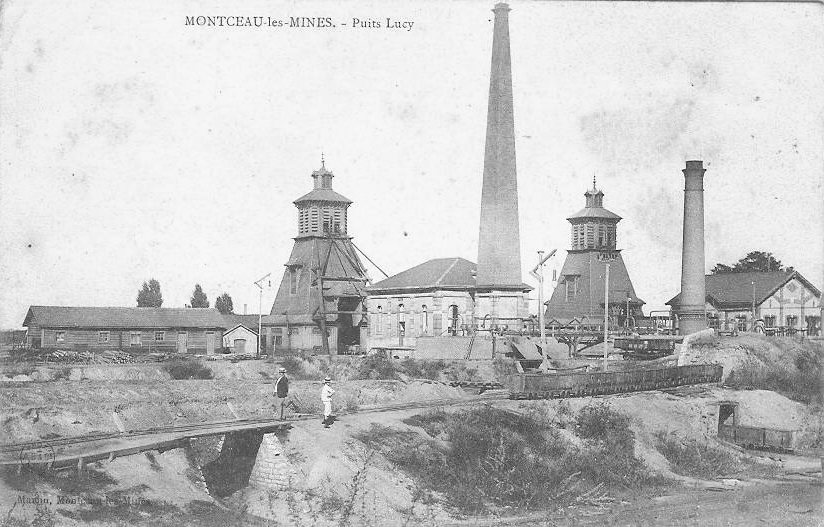
Les puits Lucy.
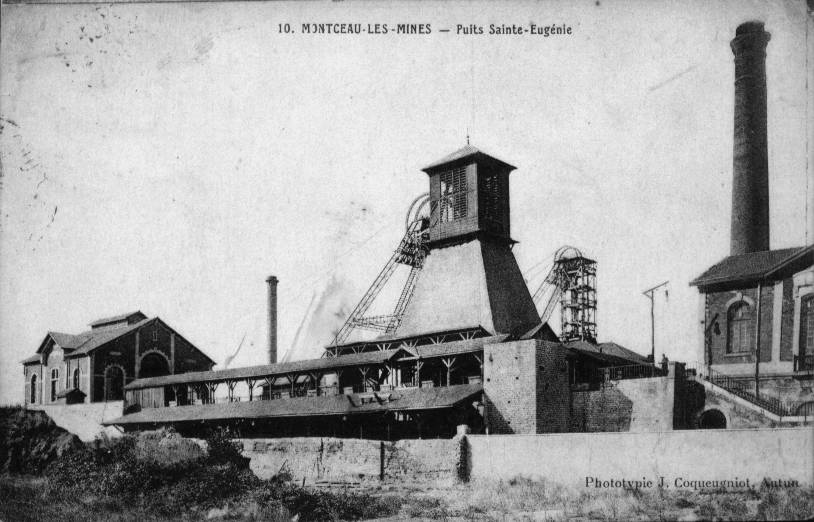
Le puits Sainte-Eugénie.
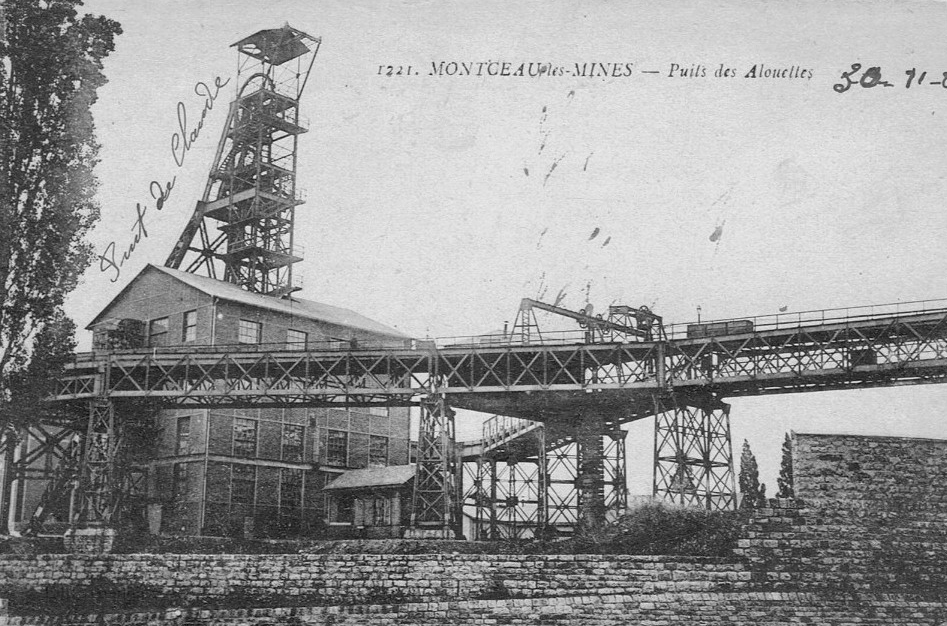
Le puits des Alouettes.
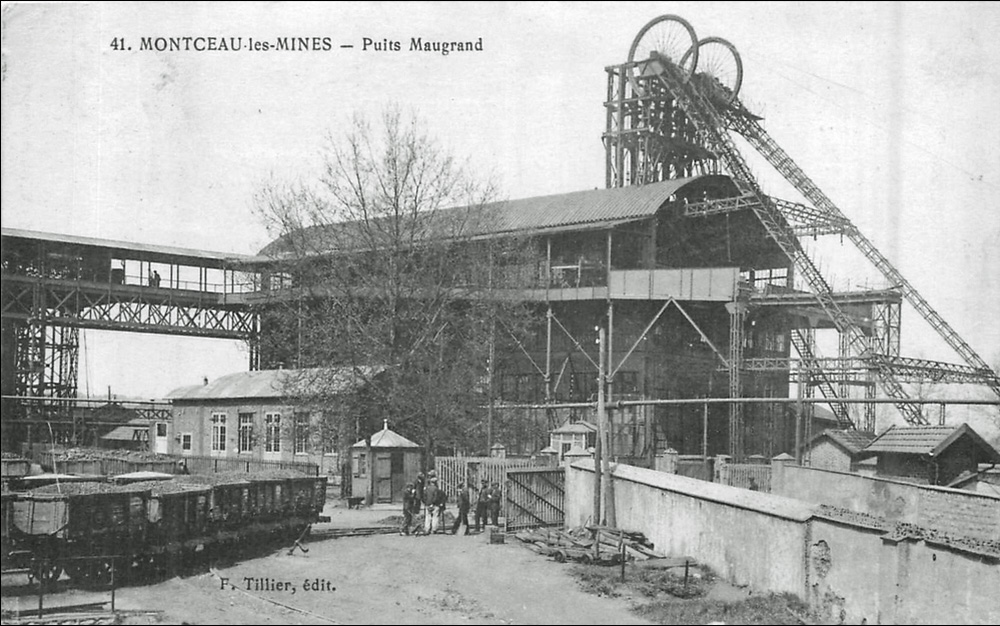
Le puits Maugrand.

Concession de Blanzy
- Puits Abraham
- Puits de Blanzy no 1 (ou de la Molette)
- Puits de Blanzy no 2 (ou Pompe à feu)
- Puits de Blanzy no 3a
- Puits de Blanzy no 3b
- Puits de Blanzy no 4
- Puits de Blanzy no 5
- Puits de Blanzy no 6
- Puits de Blanzy no 7
- Puits de Blanzy no 8
- Puits Boulay no 1, no 2 et no 3
- Puits du Cerisier
- Puits du Champ Marceau
- Puits de la Chassagne
- Puits aux Curtils
- Puits Desbrosses
- Puits de l'Etang Denis
- Puits Gagère
- Puits Giroux
- Puits Harmet
- Puits Henri
- Puits Joursanvault
- Puits Lambert
- Puits Laveau
- Puits Montaumet
- Puits de l'Ouche no 1 et no 2
- Puits Saint-Claude no 1 et no 2
- Puits de la Tire
- Puits des Toits
- Puits du Vieux Champ Marceau

Les puits de la concession de Blanzy.
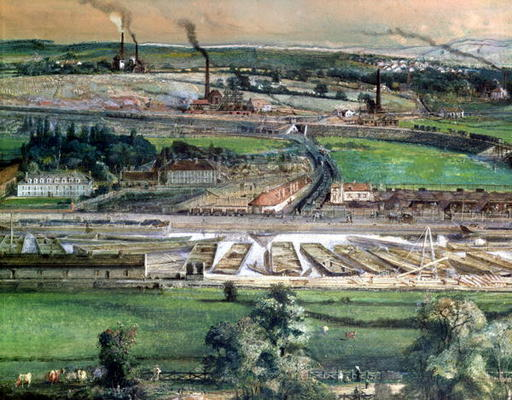
Paysage des puits de Blanzy vers 1860, peinture par Ignace-François Bonhommé.
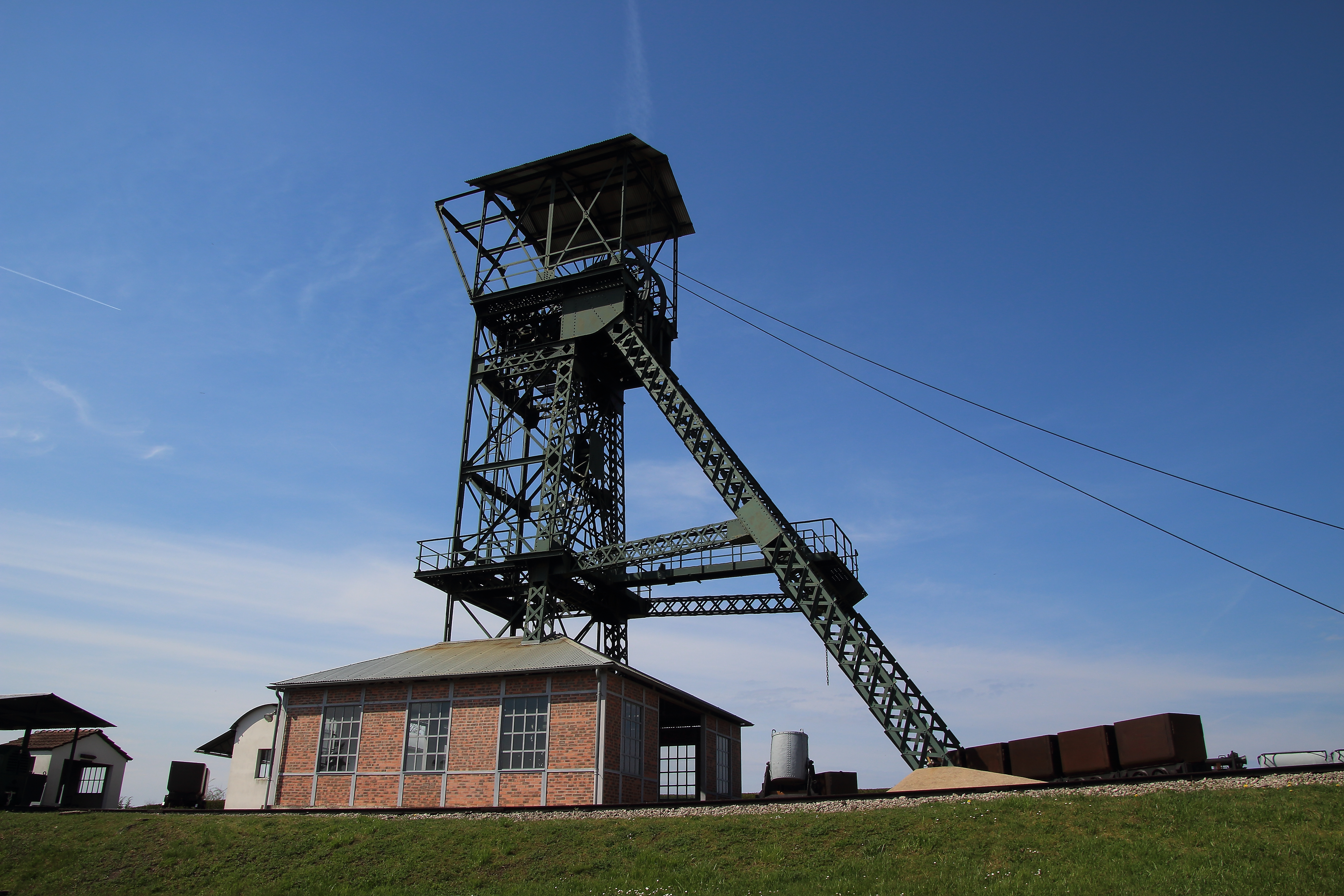
Le puits Saint-Claude, devenu le musée de la mine.

Concession du Creusot
- Puits no 1
- Puits no 1 bis
- Puits no 2
- Puits no 3
- Puits no 4
- Puits no 5
- Puits no 8
- Puits no 9
- Puits no 10
- Puits no 10 bis
- Puits no 11
- Puits no 13 (ou XIII)
- Puits no 14
- Puits no 17
- Puits no 18
- Puits des Alouettes
- Puits de la chaise
- Puits Chaptal
- Puits du Creusot
- Puits de l'Église
- Puits de l'Hérétique
- Puits des Jardins
- Puits de la Loi
- Puits de la Machine
- Puits Manby
- Puits Muller
- Puits des Nouillots
- Puits de la Plateforme
- Puits de l'Ouche
- Puits Ouest
- Puits du Pré
- Puits Robert
- Puits Saint-Antoine
- Puits Sainte-Barbe
- Puits Saint-Eloi
- Puits Saint-François
- Puits Saint-Laurent
- Puits Saint-Louis
- Puits Saint-Luc
- Puits Saint-Pierre et Saint-Paul
- Puits de la Sablière (ou de la Molette)
- Puits du Sud

Les puits de la concession du Creusot.
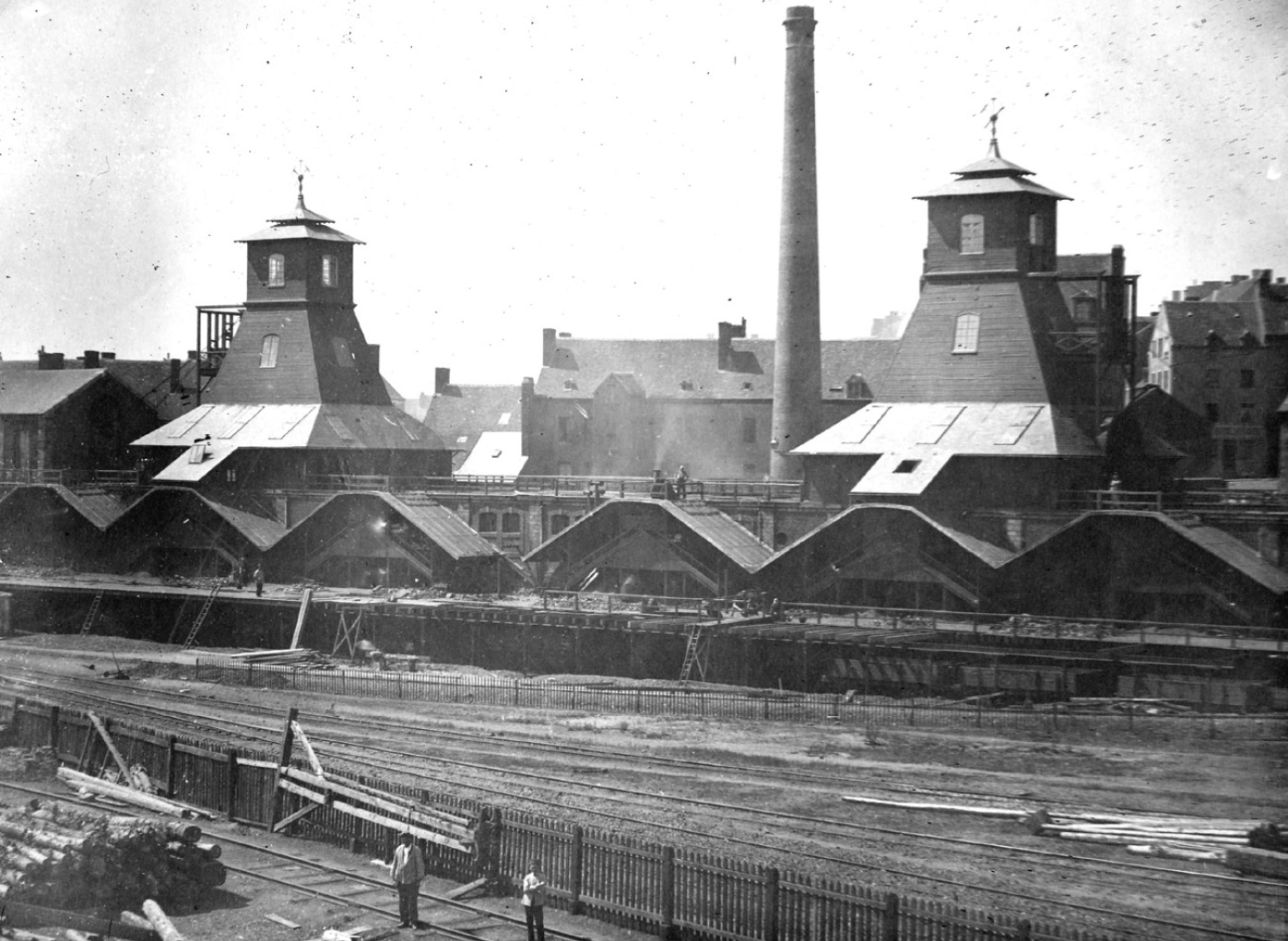
Les puits Saint-Pierre et Saint-Paul.
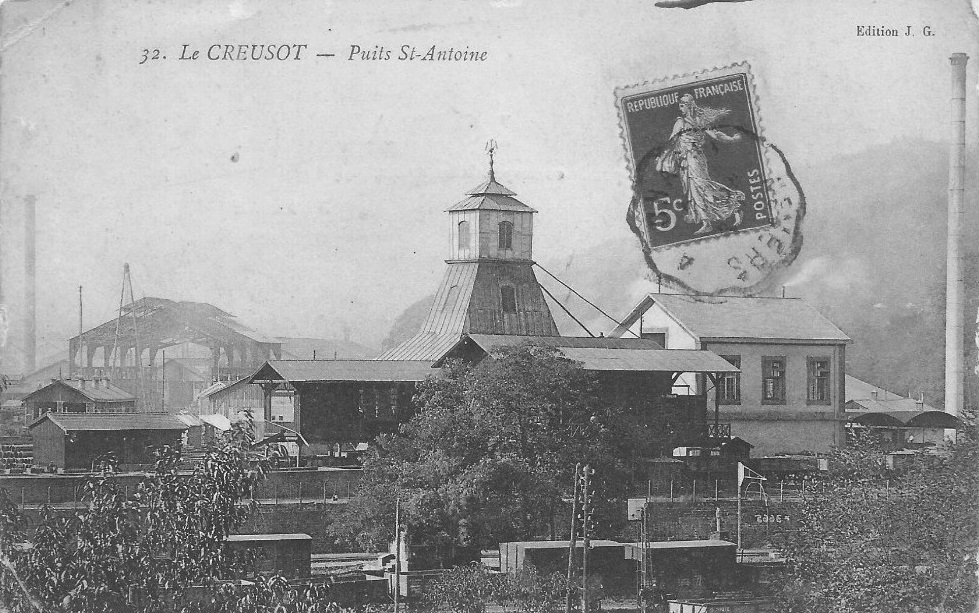
Le puits Saint-Antoine.
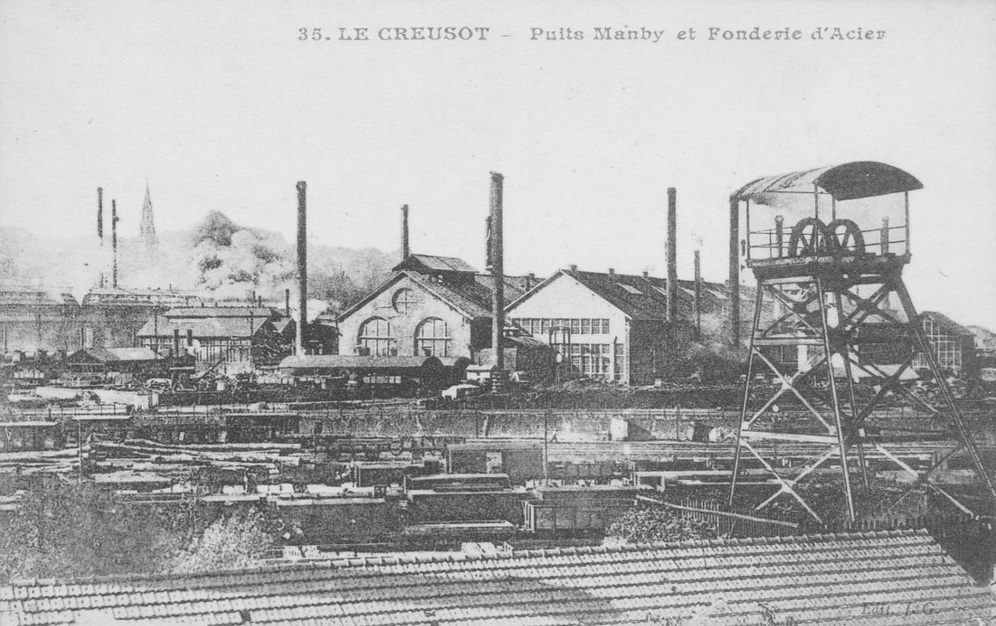
Le puits Manby.
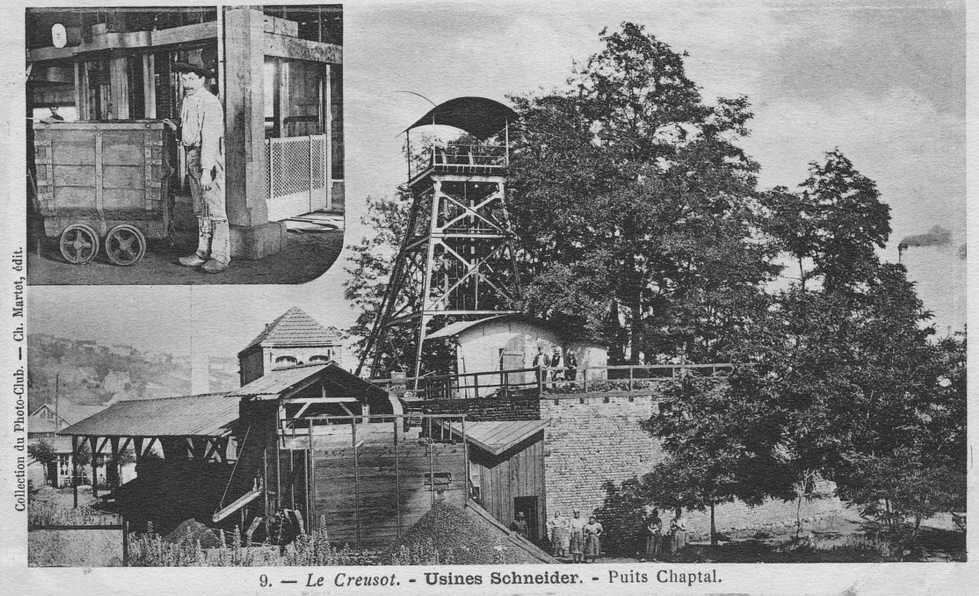
Le puits Chaptal.

Concessions de Montchanin et Longpendu
- Puits Baptiste
- Puits du Bois
- Puits du Chêne Fredin
- Puits de la descenderie
- Puits de l'Étang
- Puits Gattoux
- Grand Puits
- Puits de La Grille
- Puits jumeaux (Marie et Louise)
- Puits Lazare
- Puits de Longpendu
- Puits de la Machine
- Puits des Mésarmes
- Puits de Montaigu no 1 et no 2
- Puits Neuf
- Puits Quétel
- Puits de la Rigole
- Puits Sainte-Barbe de Longpendu
- Puits Sainte-Barbe de Montchanin
- Puits Saint-Martin
- Puits Saint-Vincent
- Puits Ségur
- Puits Soret
- Puits Voisottes
- Puits Wilson no 1 et no 2

Les puits des concessions de Montchanin et Longpendu.
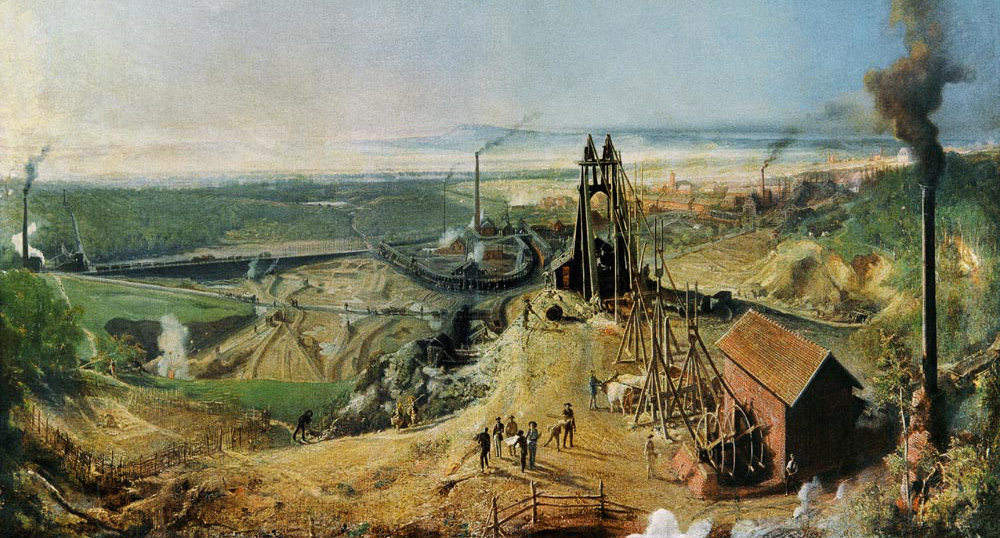
Paysage des puits de Montchanin en 1856, par Ignace-François Bonhommé.
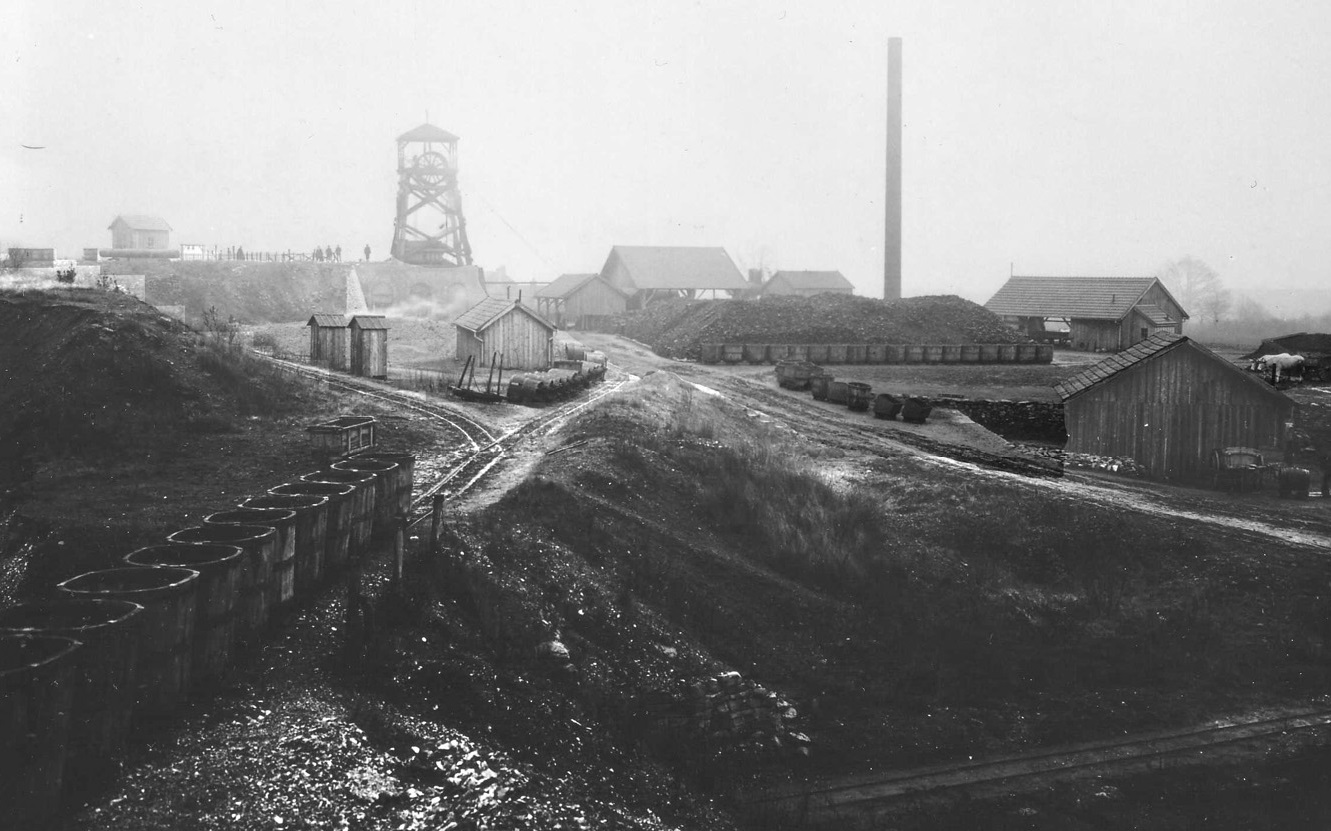
Le puits de Longpendu vers 1900.
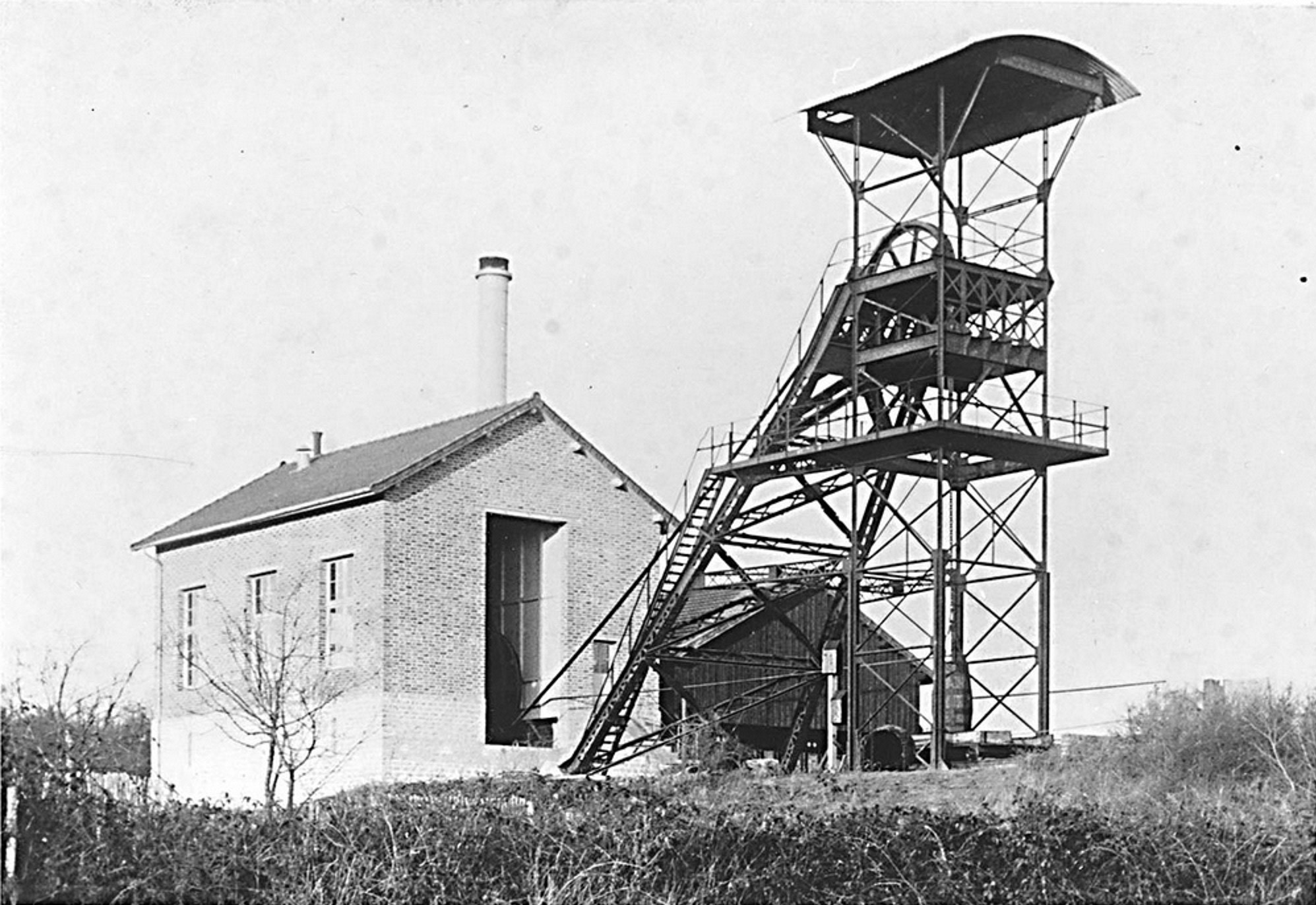
Puits Sainte-Barbe de Longpendu vers 1912.

Concession des Crépins
- Puits de l'Affleurement
- Puits Brard
- Puits Bureau no 1 et no 2
- Puits des Crépins no 1 et no 2
- Puits de Florette
- Puits du Four d'Appel
- Puits Lambert no 1 et no 2
- Puits de la Machine (ou « Petit Puits »)
- Puits Manès
- Puits Rateau no 1 et no 2
- Puits Sainte-Elizabeth

Concession de Perrecy-les-Forges
- Puits du Bois Simon
- Puits Bonnin-Bonnot (ou Saint-Joseph)
- Puits Champ Callier
- Puits Chadzeau[réf. nécessaire]
- Puits du chemin de Rozelay[réf. nécessaire]
- Puits du Creusot
- Puits de l'Eperon
- Puits de l'Etang
- Puits de la Nativité
- Puits Perrecy no 1, no 2 et no 3
- Puits de Romagne
- Puits Rozelay

Les puits de la concession de Perrecy-les-Forges.
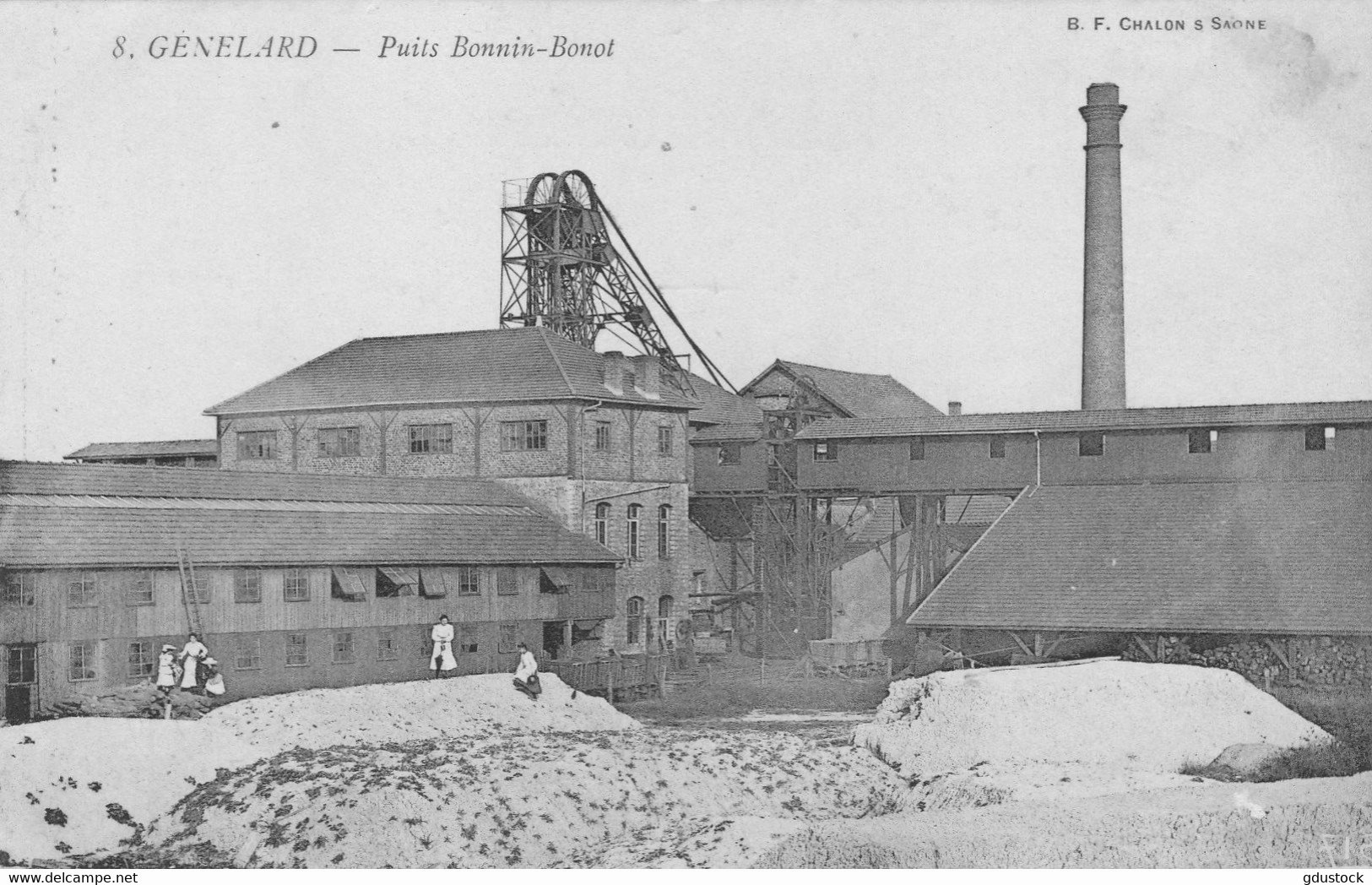
Le puits Saint-Joseph au Bonnin-Bonnot.
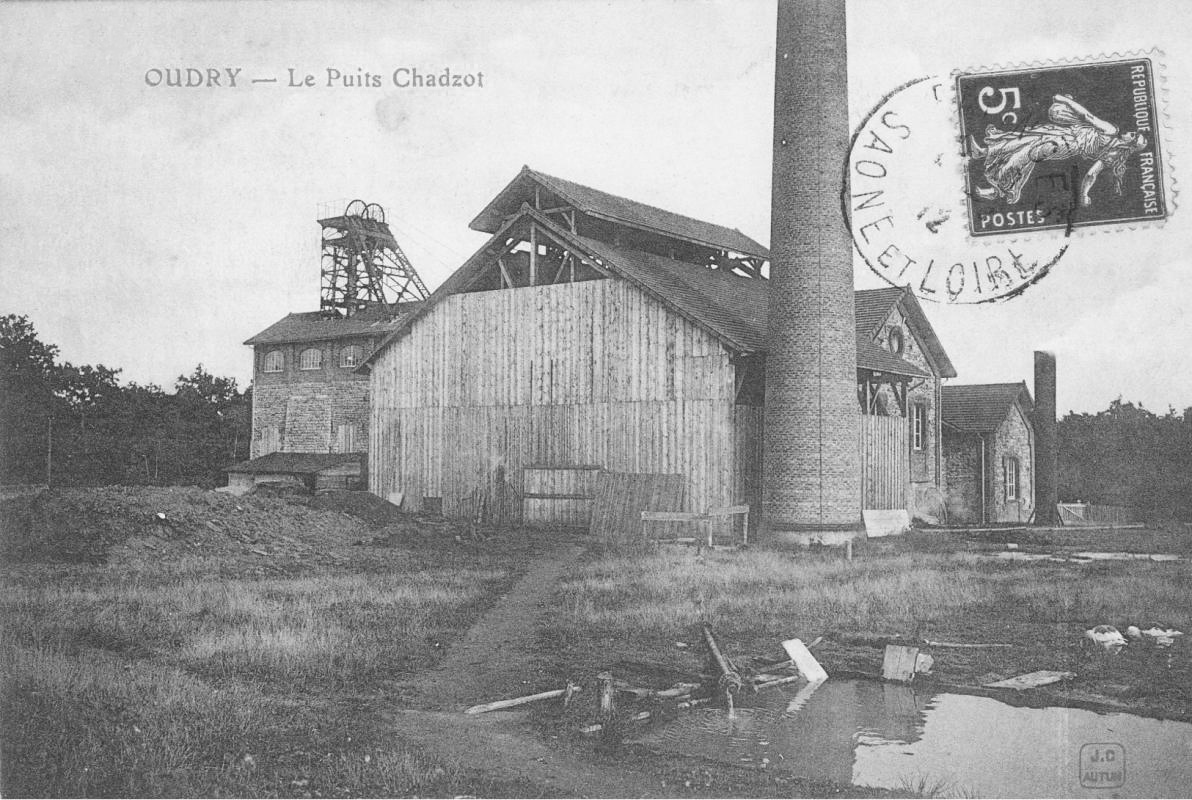
Puits Chadzeau.

Concession des Porrots
- Puits l'Ecole
- Puits quatre nations
- Puits des Porrots no 1 à no 4
- Puits Ponsard
- Puits Ramus
- Puits Révolution
- Puits Pré au Roi
- Puits Rozelay no 1 et no 2
- Puits Terre des Brosses

Le puits Ramus de Ciry-le-Noble.
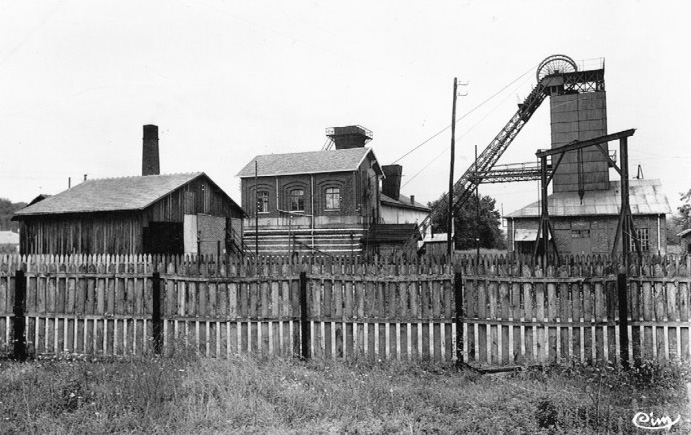
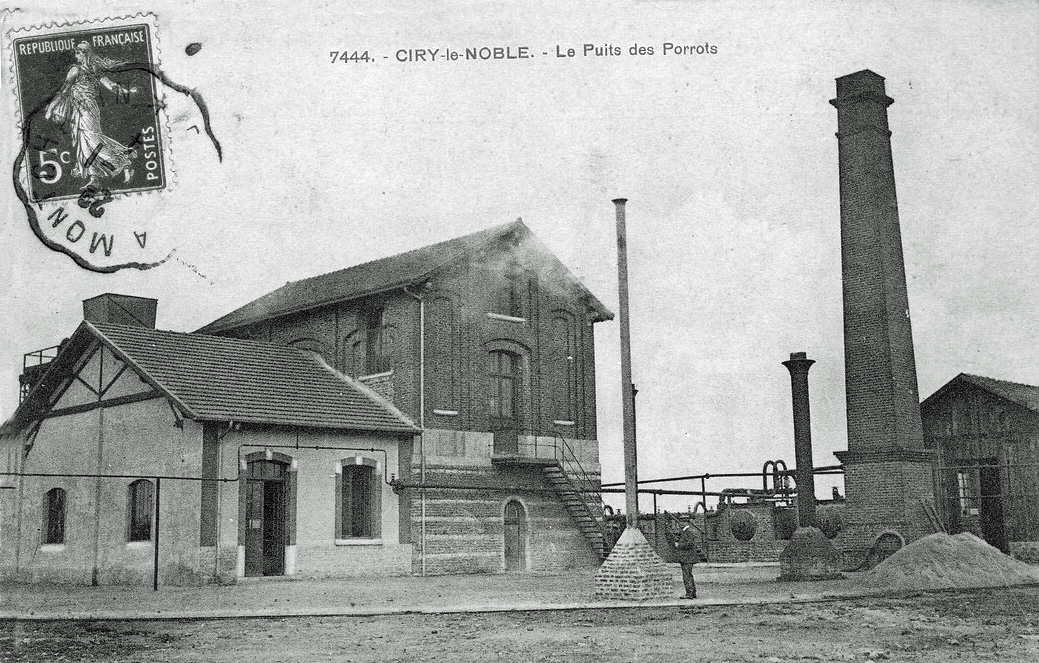

Concession de Ragny
- Puits Bertrand no 1 et no 2
- Puits du Bois
- Puits du Bois Bouché
- Puits du Centre no 1 à no 7
- Puits du Champs de l'eau
- Puits de la Descenderie
- Puits du Gratoux no 1 à no 8
- Puits de Monay no 1 à no 9
- Puits du Ragny no 1, no 2 et no 3
- Puits de la Rue
- Puits Sainte-Barbe
- Puits Sergant
- Puits Trémeaux no 1 et no 2
- Puits de la Trinité
- Puits Valentin

Concession de Theurée-Maillot
- Puits des Baudras
- Puits du Charme
- Puits de l'Essertot
- Puits Jumeaux
- Puits de Laugerette
- Puits Louvots
- Puits Michel
- Grand Puits de Montmaillot
- Puits Pansemont (ou Pancemont)
- Puits Saint-Amédée
- Puits Saint Paul

Les puits de la concession de Theurée-Maillot.
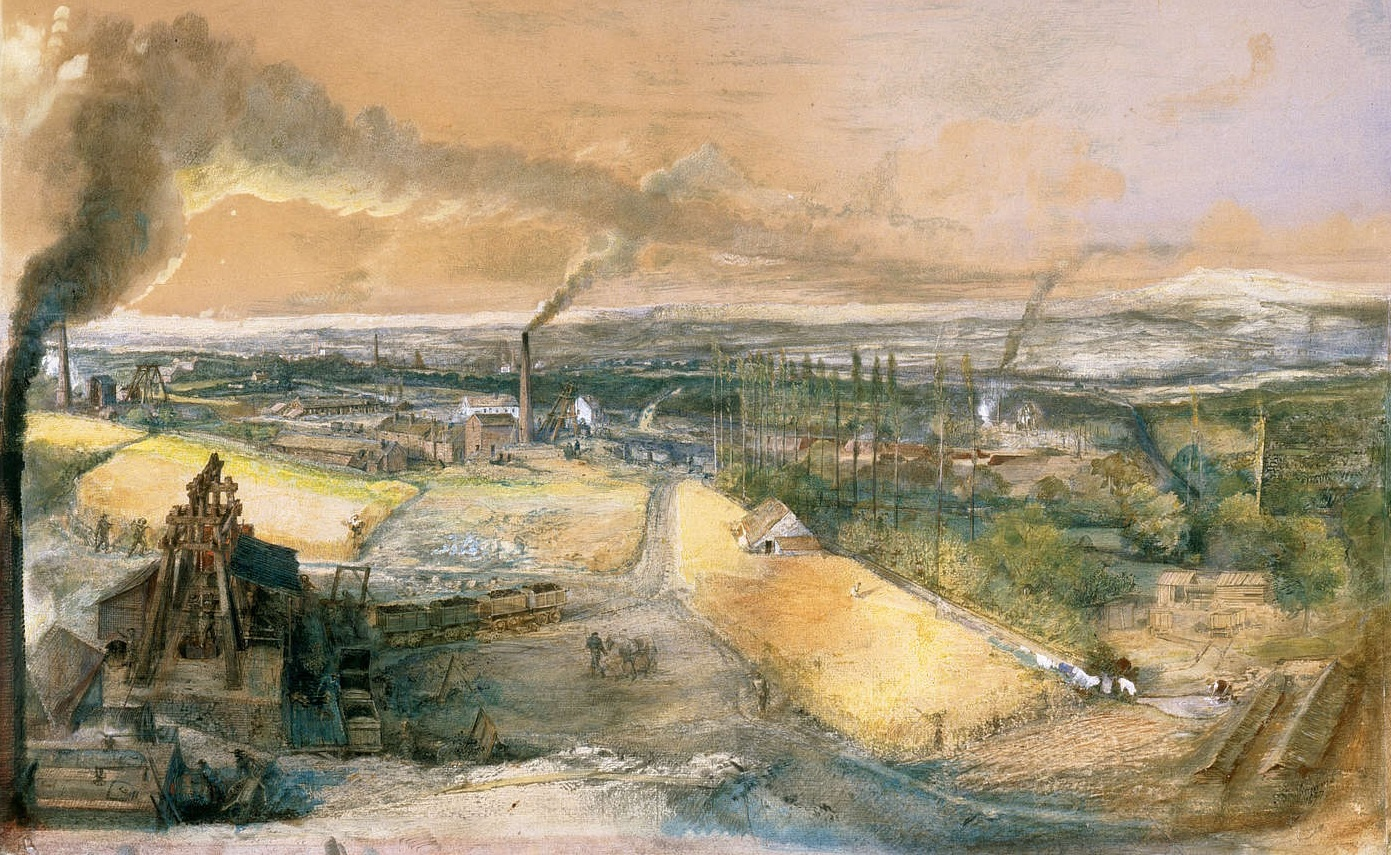
Paysage des puits de Theurée-Maillot en 1857, par Ignace-François Bonhommé.
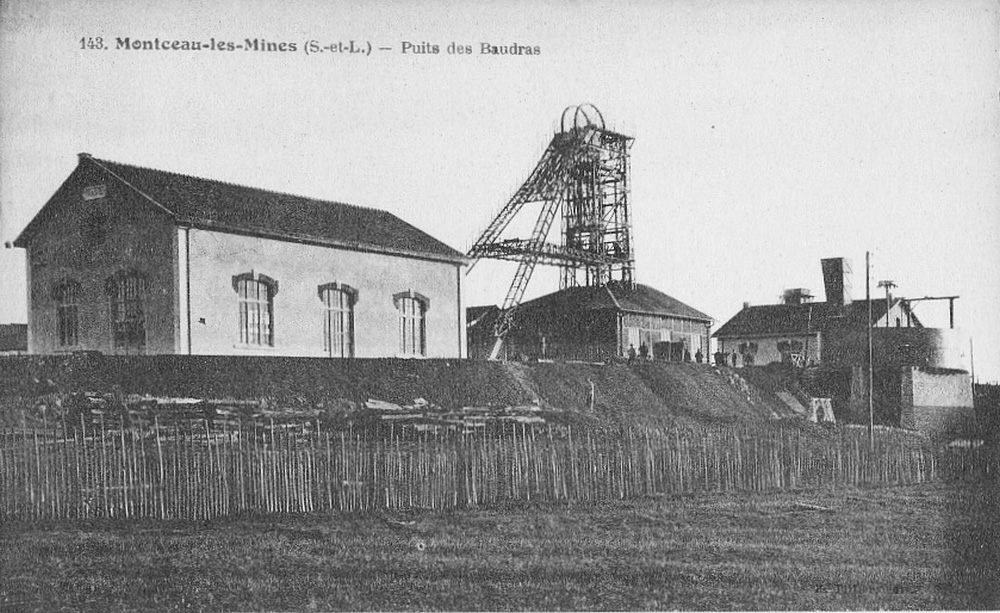
Le puits des Baudras.
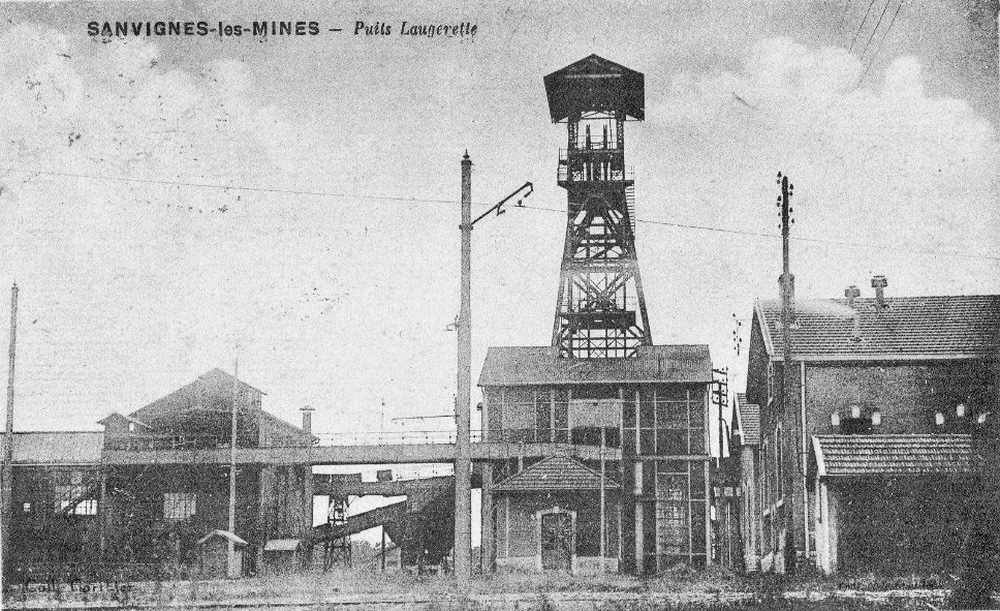
Le puits de Laugerette.

## Bassin houiller d'Épinac

Étendue du bassin houiller épinacois dans le département de Saône-et-Loire.

Au XVIIe siècle, le comte de Clermont-Tonnerre, seigneur de Monestoy (ancien nom d’Épinac), effectue les premières recherches de charbon  à Épinac et entreprend les premières exploitations. Il fonde une verrerie en 1755 pour l’utilisation de la houille (elle ne fermera qu'en 1934 ou 1931).
En 1826, les biens du comte (qui a émigré) sont vendus et acquis par Samuel Blum, maître de forges à Dijon. En 1829 est créée la Compagnie des houillères et du chemin de fer d’Epinac qui en restera propriétaire jusqu'à la nationalisation en 1946.
La "S.A. Houillères et du chemin de fer d’Epinac", créée en 1850, possédait en 1927 quatre concessions : Moloy, Sully, Pauvray et Epinac pour un total de 7 031 ha.
Pendant la Seconde Guerre mondiale, la pénurie de carburants pousse le gouvernement d’alors à adopter une politique de développement de la production nationale. La Société des Schistes Bitumineux d’Autun bénéficia de l’appui de l’État et pour pousser sa production au maximum, elle dû acquérir des droits à l’utilisation d’une mine de charbon. Dans le bassin d’Epinac, seule la mine du Moloy présentait des ressources suffisantes pour une nouvelle exploitation. Dans cette optique, par décret du 1er avril 1944, la concession de Sully est scindée en deux : la partie Nord, contiguë à la concession du Moloy prend le nom de St Léger du Bois et la partie Sud prend le nom de Veuvrottes. Par le même décret les concessions de St Léger du Bois et de Moloy sont cédées à la Société Minière des Schistes Bitumineux d’Autun.
Le décret no 46-1570 du 28 juin 1946, créant les Houillères du bassin de Blanzy, prévoit le transfert à celles-ci des biens de la société des houillères et du chemin de fer d'Epinac.
Le siège de Pauvray ferme le 31 décembre 1949. La mine, non nationalisée, du Moloy ferme en 1950 et le dernier siège des Houillères d’Epinac, celui de Veuvrottes, est définitivement arrêté le 28 février 1966.

Puits du bassin d'Épinac.
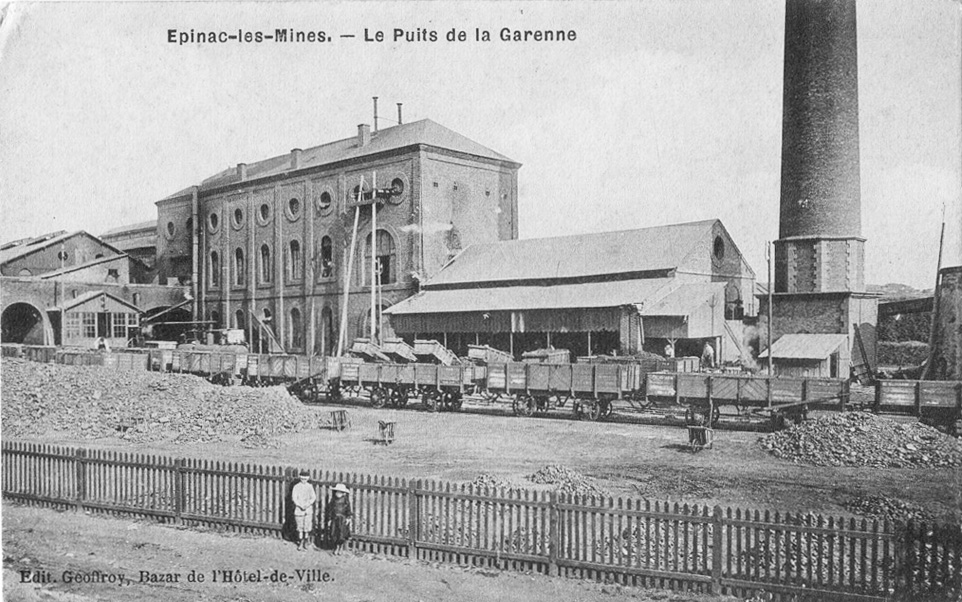
Le puits de la Garenne.
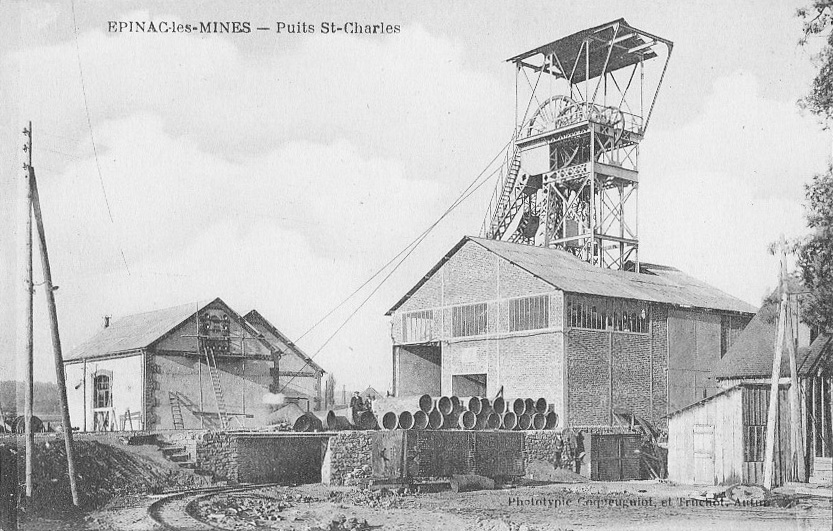
Le puits Saint-Charles.
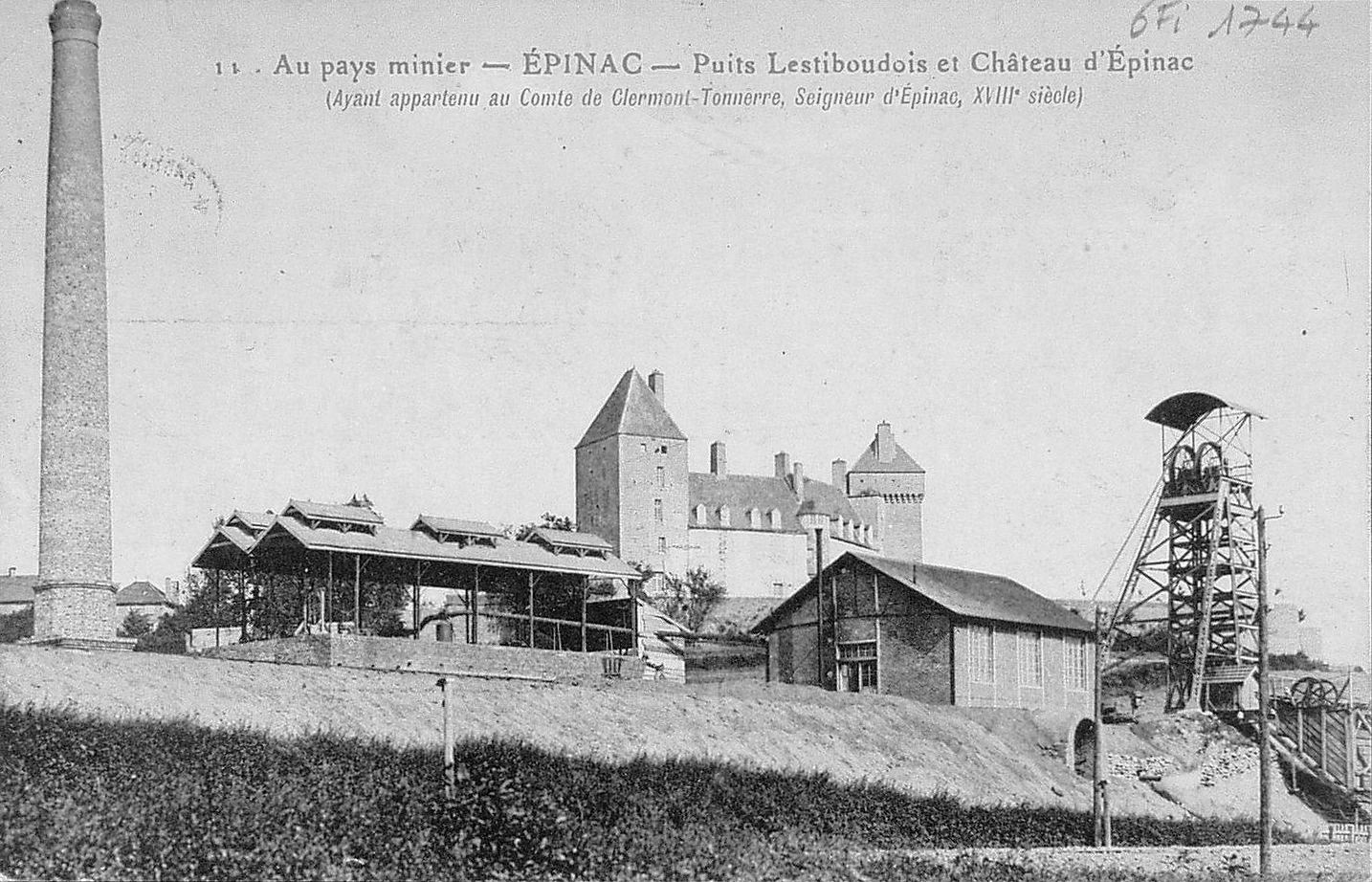
Le puits Lestiboudois et le château d'Épinac.
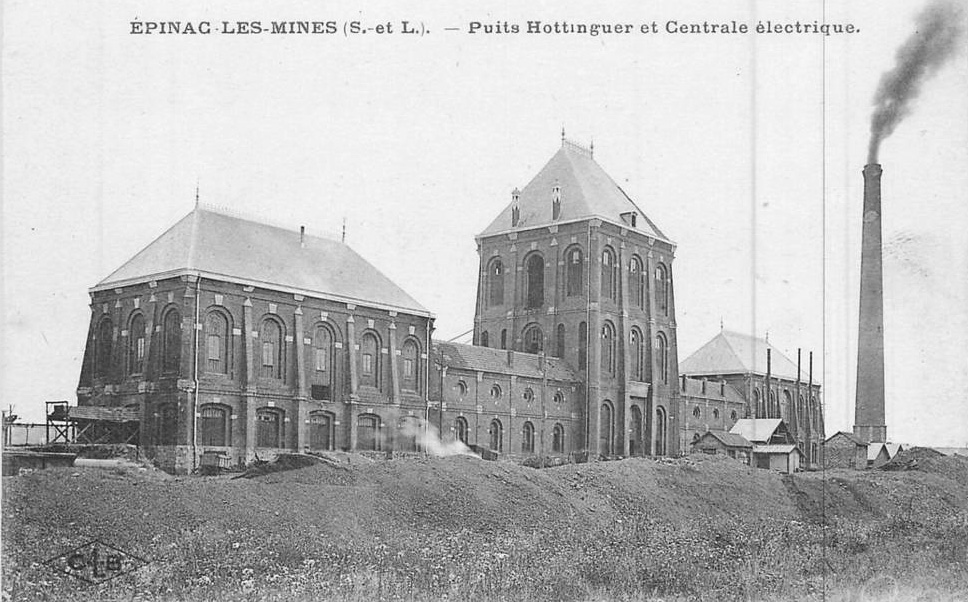
Le puits Hottinguer.

## Bassin houiller deDecize-La Machine

Carte des gisements houillers de la Nièvre.
Decize-La Machine
Sud-Nivernais

Exploitées depuis le XVe siècle, puis surtout à partir de 1690, les houillères appartinrent à différents propriétaires, en particulier les ducs de Nevers et l’ordre des Minimes de Decize.
Selon Louis Loinoizelée (La Machine et sa houillère – p. 39) le plus ancien document faisant référence au charbon dans la région est un contrat passé entre 1488 et 1792. Le charbon était exploité en surface au XVe siècle afin d’alimenter les nombreuses forges de la région. Le charbon était amené à la Loire puis acheminé ensuite par bateaux.
À la fin du XVe siècle, trois grands propriétaires se partageaient les gisements de charbon : les comtes puis ducs de Nevers, le prieuré de St Pierre de Decize (les revenus de ce prieuré sont affectés en 1623 l’entretien du couvent des Minimes de Decize) et le seigneur des Ecotzs. II s’agissait alors d’une exploitation à flanc de coteaux, ciel ouvert ou par trous (“crot”).
Au cours du XVIIIe siècle les exploitants se sont succédé. En 1776, M. Pinet (fils) s’associe avec M. Gounot pour affermer au duc de Nevers les exploitations de charbon sous la forêt des Glénons. Ils exploitaient déjà les gisements situés sous la forêt des Minimes et ceux de la propriété des Ecots. Un arrêt du 13 mai 1780 leur concède le droit d’exploiter les mines de toute la région. Ce droit fut rétrocédé a M. Boudart en 1784. L’installation d’une verrerie en 1785 à Decize par MM. Perrier et de St-James donna un élan à l’exploitation du charbon, mais l’entreprise fit faillite en 1878. Pendant la Révolution, les mines sont placées sous séquestre puis mises en adjudication et attribuées à Maintier, menuisier à Paris qui cède dès 1790 ses droits à M. de Mallevault. Celui-ci s’expatrie en 1794 et la mine devient propriété nationale gérée par Viard-Vauxmaire. En 1806, la situation fut rétablie au profit de M. de Mallavault.
Le décret no 46-1570 du 28 juin 1946 créant les Houillères du bassin de Blanzy organise le transfert des biens des Houillères de Decize appartenant à la société Schneider et Cie. La concession de Decize est renoncée par arrêté du 18 mai 2004.
La fermeture du bassin est évoquée à partir de 1966, malgré d’importantes campagnes de sondages. Les houillères sont finalement fermées définitivement le 1er août 1974.

Puits du bassin de Decize-La Machine.
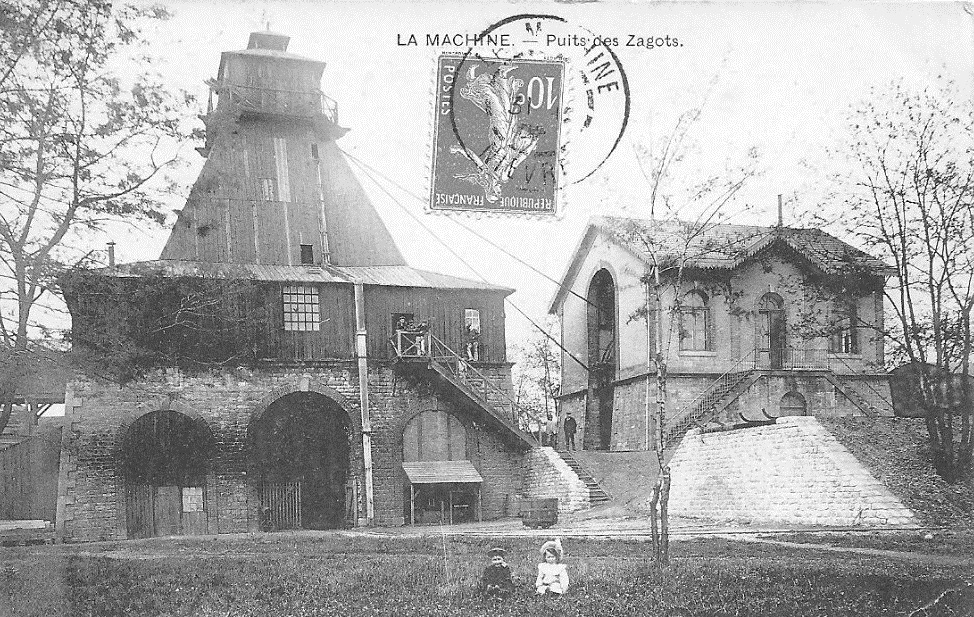
Le puits des Zagots.
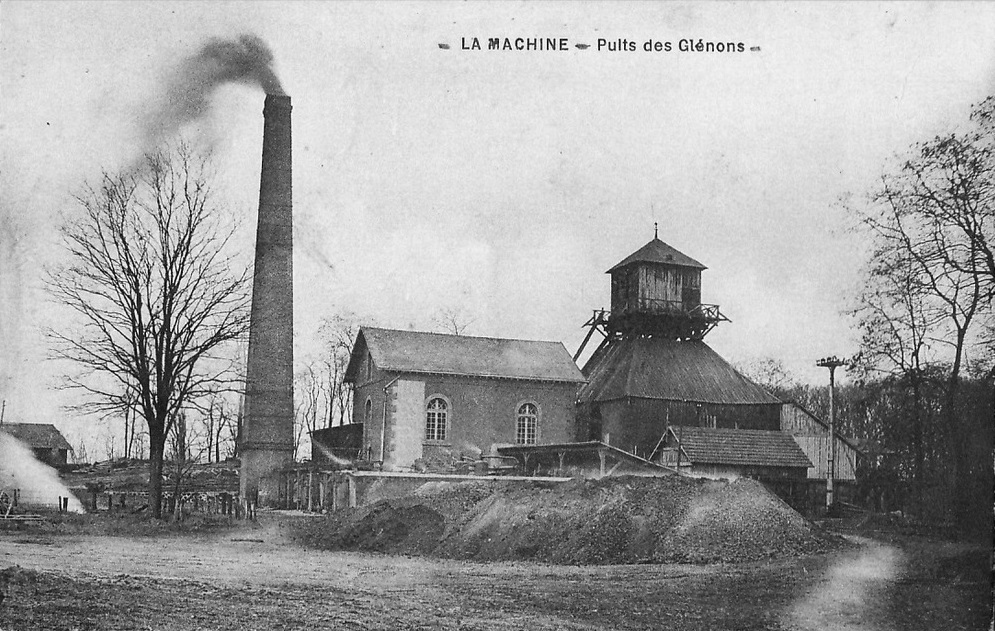
Le puits des Glénons.
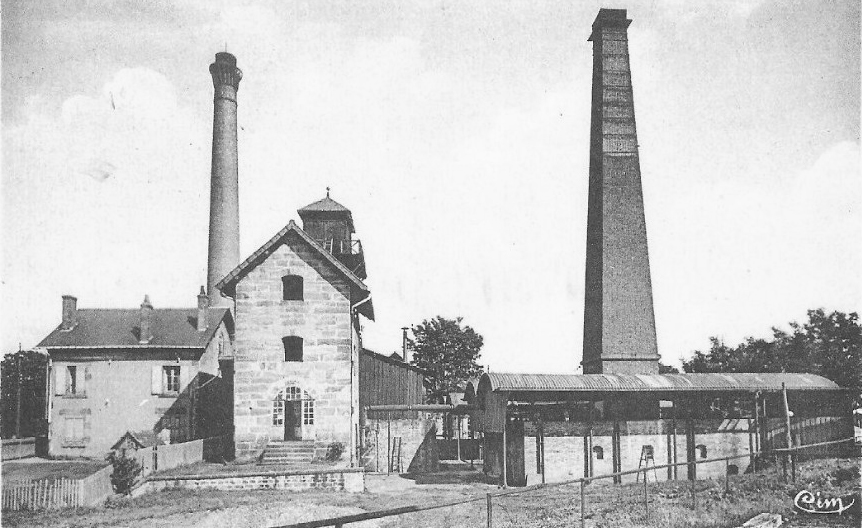
Puits de la Chapelle.
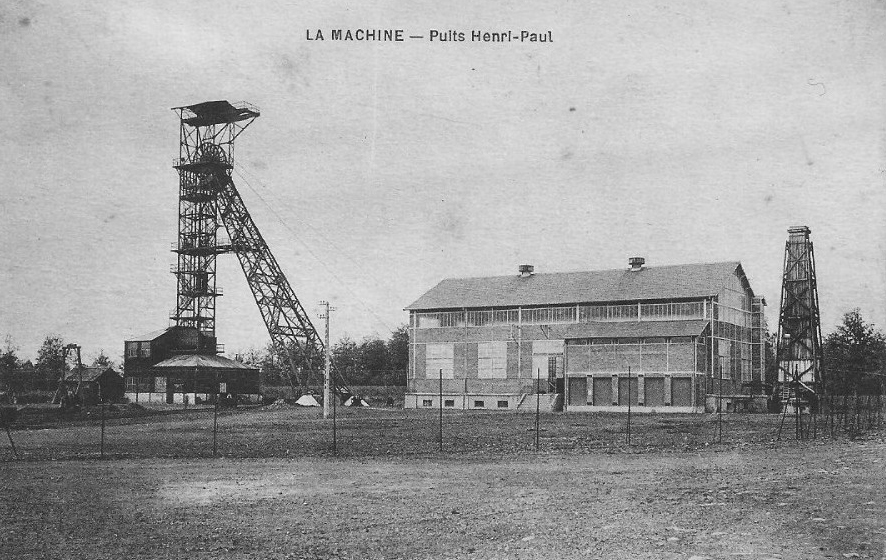
Le puits Henri-Paul.